# L'ospite invisibile
L'ospite invisibile (titolo originale The Invisible Host) è il primo romanzo giallo di Gwen Bristow e Bruce Manning, marito e moglie, scrittori e autori di sceneggiature cinematografiche, pubblicato nel 1930.

## Trama
Otto persone, tra le più importanti e influenti della buona società, del mondo degli affari e dell'ambiente artistico di New Orleans, ricevono un telegramma che li invita a un ricevimento in proprio onore, che si terrà nel giardino pensile sull'attico di palazzo Bienville, un nuovo grattacielo appena completato. 
Il gruppo è composto da Margaret Gaylord Chisholm influente signora dell’alta società, Max Chambers Reid, professore dell’università cittadina dalle idee molto conservatrici, Jason Osgood, ricco uomo d’affari, Peter Daly, acclamato scrittore e critico teatrale, Sylvia Inglesby, spregiudicata avvocatessa dal carattere freddo e razionale, Tim Slamon, politico di origine irlandese dedito alla filantropia, Henry Abbott, detto Hank, pittore dagli interessi eclettici e Joan Trent, acclamata attrice cinematografica. Tutti i personaggi si conoscono personalmente e fin da subito non nascondono reciproche simpatie o rivalità. 
Quando gli otto si trovano tutti riuniti, il loro ospite, tuttavia risulta assente. Ad accoglierli ci sono solo il cameriere Hawkins, alcune cameriere e una cuoca, anch’essi ignari dell’identità dell’anfitrione, il quale li ha istruiti sulle loro mansioni esclusivamente per posta. 
Al momento del caffè, una voce dalla radio si presenta come il misterioso organizzatore del ricevimento e annuncia che tutti sono stati convocati per giocare contro di lui una partita, in cui la posta in palio è la vita. Se il loro ospite vincerà, saranno tutti morti prima dell'alba, se invece essi dovessero riuscire a sventare i suoi piani egli ammetterebbe la sconfitta e li lascerebbe liberi. Gli invitati inoltre non possono lasciare l'attico, la cui porta è collegata a corrente elettrica ad alta tensione e che è circondato da una recinzione pure elettrificata. 
Per convincerli delle sue reali intenzioni l’ospite invita poi gli otto personaggi ad aprire una cabina armadio, nella quale viene trovato un cadavere, presentato come “il nono ospite”.
Viene anche annunciato, tuttavia, che se qualcuno non se la dovesse sentire di giocare, potrà sempre lasciare la partita ingerendo dell’acido prussico contenuto in una fialetta riposta in cucina, luogo nel quale si trova anche la servitù momentaneamente neutralizzata da alcuni narcotici. 
Sconcertati da quanto appena udito, gli otto decidono dunque di perlustrare la casa in cerca di trappole o posti in cui si possa nascondere l’anfitrione. Durante le ricerche Jason Osgood si isola dal gruppo e dapprima cerca di stabilire un contatto con il misterioso padrone di casa, promettendogli ingenti somme di denaro in cambio della vita, poi, non ricevendo alcuna risposta, decide di anticipare le mosse dell’aguzzino e, prendendo la fialetta di acido prussico conservata in cucina, la versa in alcuni drink destinati agli altri ospiti. 
Quando il gruppo si raduna nuovamente Osgood offre le bevande avvelenate ai suoi compagni, che tuttavia vengono subito trattenuti dalla voce che li informa dell’inganno dell’uomo d’affari, che poco dopo cade a terra morto. La voce spiega dunque che la fiala era dotata di alcuni aghi impercettibili in grado di rilasciare del potente veleno nel corpo di chiunque avesse tentato di aprirla, questo per evitare che qualche ospite se ne servisse non per uso personale, ma per tentare di uccidere qualcun altro, come appunto Osgood aveva tentato di fare.
Ancora scossa, la compagnia cerca dunque di ragionare e di capire chi tra le loro conoscenze, o tra loro stessi, possa aver particolari motivi per desiderare la morte di uno di loro. La discussione continua fino a mezzanotte, ora per la quale la voce aveva annunciato il secondo decesso. Osservando che nessuno di loro è ancora morto, essi decidono dunque di avviarsi verso l’uscita, convinti di aver sconfitto l’anfitrione. L’unica a non muoversi tuttavia è la signora Gaylord, che rimane sdraiata sulla sua poltrona. Avvicinandosi, il gruppo scopre così che la donna è morta. La voce rivela dunque che lo schienale della poltrona è collegato a un piccolo microfono, dal quale, senza farsi sentire dagli altri invitati, era stato rivelato alla seconda vittima uno scomodo segreto riguardante il suo passato, tale da provocarle un attacco di cuore. 
Nel seguito della serata, viene poi annunciato dalla voce che la terza vittima designata è Tim Slamon. Subito dopo la notizia le luci spengono e una volta riaccese il politico viene trovato senza vita sulla poltrona su cui stava seduto. Ad ucciderlo, come spiega ancora la voce è stata la poltrona stessa, dotata di alcuni aghi avvelenati nelle gambe. L’anfitrione infatti aveva previsto che Slamon, intimorito dalla notizia della sua morte e dallo spegnimento delle luci, avrebbe attorcigliato le gambe attorno a quelle della poltrona, com’era solito fare nei momenti di agitazione. 
Dopo la morte dell’amico Tim e aizzata da alcune accuse rivoltegli da Abbott, Sylvia Inglesby ha un crollo di nervi e muore fulminata nel vano tentativo di aprire la porta elettrificata. 
Avendo intuito che il misterioso omicida si basa sulle abitudini degli invitati per portare a termine i suoi delitti, il professor Reid decide dunque di passare il resto della serata immobile sulla sua poltrona. Poco dopo, tuttavia, le luci si spengono nuovamente e nell’oscurità si sentono alcuni rumori. Quando le luci si riaccendono il professore viene trovato morto, colpito da un proiettile. Osservando che i vetri di una delle finestre sono rotti e che Abbott è ferito alla testa, i superstiti ipotizzano che il misterioso ospite abbia sparato il colpo dal cortile e che il proiettile abbia sfiorato la testa del pittore. 
Peter Daly si offre dunque di medicare il compagno e lo conduce nella camera da letto. Durante l’operazione, tuttavia, usa il nastro di cerotto per legare e bendare Abbott, immobilizzandolo. Poco dopo entra nella stanza anche Joan Trent, con in mano un fioretto trovato appeso nel salone. Essendo in una posizione di preminenza sui due uomini Joan li invita a discolparsi. I due dunque si accusano a vicenda di essere il responsabile degli omicidi, ma la ricostruzione di Daly tuttavia risulta più convincente, in quanto viene dimostrato che il colpo che ha ucciso Reid non è partito dall’esterno, ma dalle mani di Abbott stesso, il quale, tra l’altro, è anche l’unica persona a cui la voce rispondeva quando venivano fatte delle domande. 
Il pittore scoperto, rivela così di essere il killer misterioso e di aver agito in questo modo per liberare la società da individui dannosi e con i quali aveva avuto anche screzi personali. Prima di concedere la libertà ai due superstiti, tuttavia, Abbott ingoia una capsula di veleno nascosta nel suo anello, dicendo che quando la polizia arriverà accuserà Daly e Joan di essere stati gli assassini. Facendo leva sul suo orgoglio, i due convincono però l’assassino, ancora legato, a dettare a Daly una confessione con i dettagli del suo piano, che poi sottoscriverà. Durante la dettatura si viene così a sapere che la voce misteriosa era registrata su una serie di dischi conservati nell’appartamento al piano sottostante e azionati a distanza da Abbott, il quale aveva anche inciso dischi di riserva nel caso le sue previsioni fossero state errate o vi fossero stati imprevisti. Il nono ospite trovato morto nell’armadio, inoltre, non era altro che un tecnico venuto da New York, ucciso da Abbott per testare la porta elettrificata. La presenza di un ulteriore cadavere era infatti necessaria per sviare i sospetti, in quanto la servitù, uscita dall’effetto dei narcotici avrebbe identificato il corpo come l’ottavo convitato al posto di Abbott, che nel frattempo si sarebbe dileguato. 
Finita la confessione, il pittore si rifiuta di controfirmare lo scritto, rivelando che la capsula che aveva ingerito non era altro che talco e annunciando che Daly morirà e verrà trovato dalla polizia con una confessione scritta di suo pugno. In preda all’agitazione lo scrittore si porta la penna utilizzata per scrivere la confessione alla bocca, ma viene prontamente raggiunto da Joan Trent che gli toglie subito di mano la penna. Sapendo che Daly era solito mettersi in bocca la penna, infatti, essa era stata riempita con una dose di acido prussico. 
Sventato quest’ultimo tentativo di omicidio, i due intimano ad Abbott di rivelargli il modo per disattivare la corrente elettrica e in cambio gli promettono la penna avvelenata con la quale potrà suicidarsi prima dell’arrivo della polizia. Egli ormai sconfitto mostra dunque un pulsante nascosto tra le mattonelle in grado di interrompere il flusso di corrente. 
Peter e Joan lasciano così salvi l’appartamento, voltandosi però prima a guardare l’ospite invisibile che ingerisce il veleno, togliendosi la vita.

## Personaggi Principali
- Henry "Hank" Abbott - pittore
- Margaret Gaylord Chisholm - signora dell'alta società
- Peter Daly - scrittore
- Sylvia Inglesby - avvocato
- Jason Osgood - uomo d'affari
- Max Chambers Reid - professore universitario
- Tim Slamon - uomo politico
- Joan Trent - attrice
- Il nono ospite

## Critica
Da questo libro fu tratto nel 1934 un film, The Ninth Guest, diretto da Roy William Neill e sceneggiato dallo stesso Bruce Manning.

## Edizioni
- Gwen Bristow, Bruce Manning, L'ospite invisibile, in: AA.VV., "Delitti quasi perfetti", traduzione di Alberto Tedeschi, Arnoldo Mondadori Editore, 1978,  p. 480.
- Gwen Bristow & Bruce Manning, L'ospite invisibile, traduzione di A. Tedeschi, Milano, Polillo Editore, 2002.